# Jay Johnson (athlétisme)
Pour les articles homonymes, voir Jay Johnson et Johnson.
Jay Johnson, né le 8 novembre 1959, est un coureur de fond américain spécialisé en course en montagne. Il a remporté le titre de champion du monde de course en montagne 1987.

## Biographie
Il remporte le titre de champion du monde de course en montagne 1987 à Lenzerheide.
A Sierre-Zinal 1987, il effectue un départ canon et signe un nouveau record sur la partie montante de la course. Il pointe à Chandolin en 1 h 7, ce qui lui donne alors 3 minutes d'avance sur le record de Pablo Vigil. Il craque en seconde partie de parcours et termine dans les tréfonds du classement.
Le 25 juin 1988, il remporte la victoire de la course Montreux-Les-Rochers-de-Naye en établissant un record en 1 h 26 min 31 s qui tiendra pendant 17 ans.
Il ouvre par la suite son propre magasin de sport à Boulder.
Il est admis au Colorado Running Hall of Fame en 2013.

## Palmarès
| no  | masculin           | Course                                | Longueur | Départ            | Temps           |
| --- | ------------------ | ------------------------------------- | -------- | ----------------- | --------------- |
| 3e  | Médaille de bronze | Course de montagne de Creede          | 37 km    | 30 août 1986      | 2 h 34 min 19 s |
| 1re | Médaille d'or      | Trophée mondial de course en montagne | 14,7 km  | 23 août 1987      | 1 h 11 min 43 s |
| 2e  | Médaille d'argent  | Course du Mont Washington             | 12,2 km  | 18 juin 1988      | 1 h 3 min 9 s   |
| 1re | Médaille d'or      | Course Montreux-Les-Rochers-de-Naye   | 18,8 km  | 26 juin 1988      | 1 h 26 min 31 s |
| 3e  | Médaille de bronze | Sierre-Crans-Montana                  | 14,7 km  | 31 juillet 1988   | 57 min 17 s     |
| 1re | Médaille d'or      | Mount Werner Classic                  | 8,0 km   | 8 juillet 1989    | 33 min 30 s     |
| 3e  | Médaille de bronze | Course du Cervin                      | 12 km    | 26 août 1990      | 59 min 4 s      |
| 9e  | 9e                 | Trophée mondial de course en montagne | 14,3 km  | 15 septembre 1990 | 1 h 18 min 33 s |